# Rick Wakeman
 (juillet 2016).
Rick Wakeman, né le 18 mai 1949 à Perivale, est un claviériste et compositeur britannique. Par son jeu de scène flamboyant (sa fameuse cape), il s'est fait connaître au sein des groupes Strawbs et Yes (dont il a été membre à cinq reprises), et poursuit depuis le début des années 1970 une carrière solo prolifique comptant près de 120 albums.
Il est aussi animateur radio et télé, acteur et auteur.

## Biographie

### Jeunesse
Richard Christopher Wakeman naît à Perivale, à l'ouest de Londres, le 18 mai 1949. Il est l'unique enfant de Cyril Frank Wakeman et Mildred Helen Wakeman. Son père était pianiste dans un ensemble de danse alors qu'il était dans l'armée, puis il a travaillé dans une usine de matériaux de construction, tandis que sa mère était secrétaire pour une entreprise de déménagement. Rick a six enfants : quatre fils, Oscar, Benjamin, Oliver et Adam, les deux derniers sont aussi claviéristes et deux filles, Amanda et Jemma. Cette dernière, musicienne aussi, joue des claviers et participe avec son père parfois sur certains albums de sa production solo, notamment Amazing Grace (2006), Retro (2006), Retro 2 (2007) et Rick Wakeman's Grumpy Old Picture Show (2007).
Il commence à jouer du piano à l'âge de cinq ans et de l'orgue à douze ans. Dans les années 1960, il se produit dans divers groupes. D'abord, il forme son premier groupe en 1961, Brother Wakeman & The Clergy Men, tout en participant à diverses compétitions musicales, il remporte d'ailleurs son premier prix lors d'un festival de musique en 1961 à seulement douze ans. Puis à partir de 1963, il joue avec diverses formations dont The Atlantic Blues, jusqu'en 1966 pour joindre ensuite The Curdled Milk, fortement influencé par le trio Cream. Et en 1967, Rick joue avec The Ronnie Smith Band, période durant laquelle il fait la connaissance de leur chanteur Ashley Holt. Rick joue aussi pour le groupe Spinning Wheel qui joue souvent dans un pub de Chadwell-Heath en Essex. Il entre au Royal College of Music en 1968, mais abandonne les cours l'année suivante pour devenir musicien de session. Il fait ainsi la connaissance des Strawbs, pour lesquels il joue à titre d'invité sur leur album Dragonfly, il joue du piano sur la longue chanson The Vision of the Lady of the Lake, puis il figure sur le deuxième album de David Bowie, plus tard rebaptisé Space Oddity en 1969, au clavecin et au mellotron sur la pièce-titre. Entre 1969 et 1970, Rick est membre du groupe Warhorse, formé de Ashley Holt au chant, Ged Peck à la guitare, l'ex-bassiste de Deep Purple Nick Simper et Mac Poole à la batterie. Il les quitte toutefois avant qu'ils n'enregistrent leur premier album en 1970, pour se joindre aux Strawbs. Il retrouvera le chanteur Ashley Holt en 1973 lorsqu'il formera le groupe English Rock Ensemble qui l'accompagnera sur les albums Journey to the Centre of the Earth en 1974 et The Myths and Legends of King Arthur and the Knights of the Round Table en 1975. Holt partage le chant avec l'ex-Wild Turkey Gary Pickford Hopkins sur les deux albums précités.

### Débuts

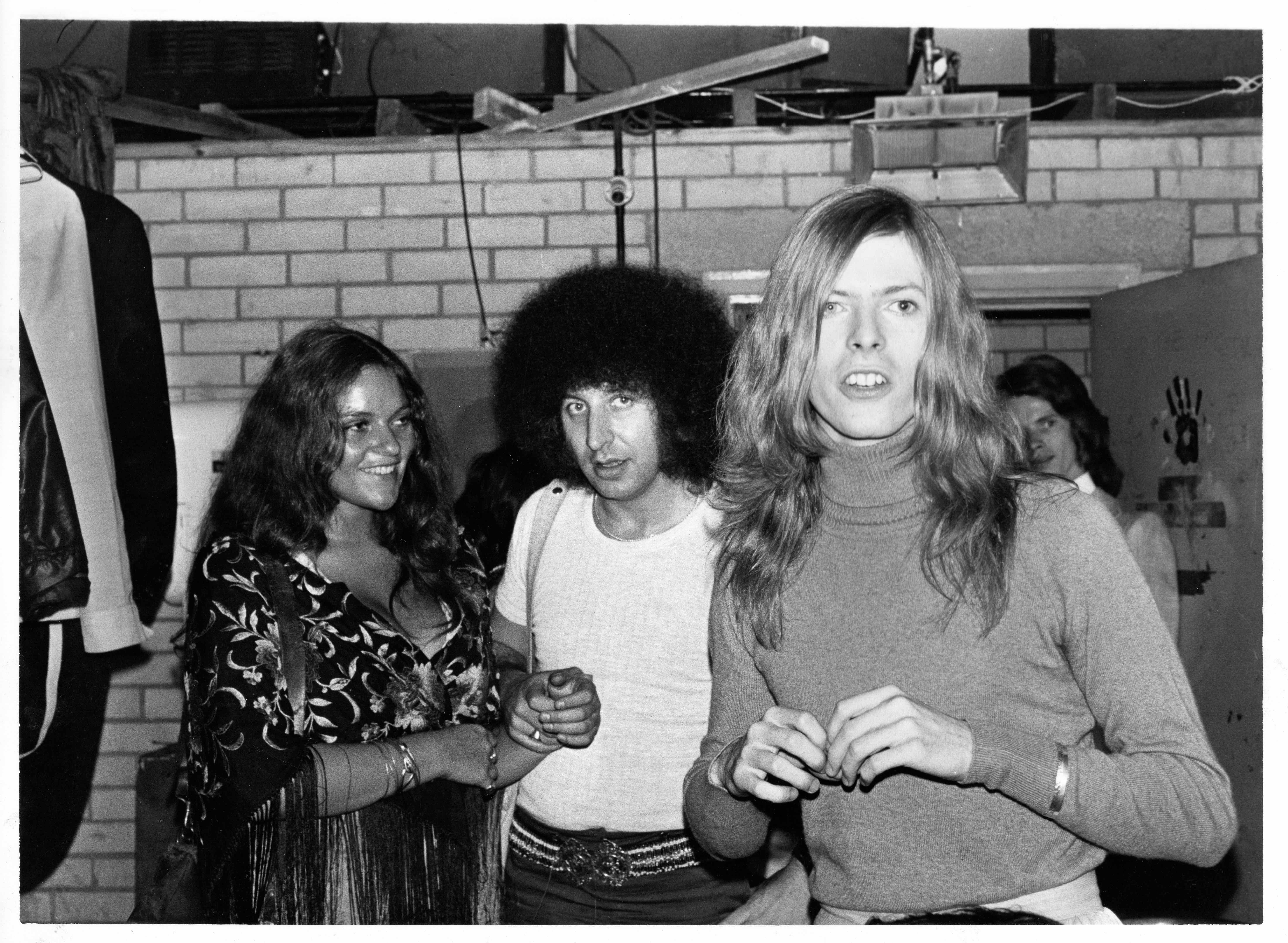
David Bowie et son amie la chanteuse Dana Gillespie entourent leur imprésario Tony Defries en 1971.

Wakeman rejoint les Strawbs en mars 1970 pour leur album Just a Collection of Antiques and Curios. Il fait forte sensation sur scène : après un concert au Queen Elizabeth Hall en juin, le journal Melody Maker n'hésite pas à qualifier Wakeman de « superstar de demain » (« Tomorrow's Superstar »). Toujours en 1970, Rick se joint à un projet pour un single sous le nom de "Dib Cochran & The Earwigs", avec Marc Bolan à la guitare et au chant, Tony Visconti à la basse et aux chœurs, Rick au piano et John Cambridge à la batterie. Le single s'intitule Oh Baby/Universal Love et sort en 1970 sur le label Bell Records, ces deux chansons sont aussi disponibles sur la compilation Before the Birth of Yes - Pre-Yes Tracks 1963-1970 sortie en 2006 sur le label "Seymour Records". Après un dernier album avec les Strawbs, From the Witchwood, Wakeman quitte le groupe en juillet 1971 afin de joindre les rangs de Yes, pour lesquels il joue sur leur quatrième album Fragile. En 1975, il est invité par Dave Cousins pour participer à l'enregistrement de la chanson Tokyo Rosie sur l'album des Strawbs Nomadness. 
Durant les années 1970, Rick participe aux sessions d'enregistrement de plusieurs artistes et groupes, parmi lesquels Magna Carta (album Seasons en 1970), David Bowie (album Hunky Dory en 1971, où il joue notamment la partie de piano du titre Life on Mars?), Joël Daydé sur l'album White Soul, Cat Stevens (piano sur l'album Teaser and the Firecat en 1971, dans la chanson Morning has broken, et pour lequel il n'a pas été crédité), Elton John (sur Madman Across the Water en 1971), T. Rex (pour la pièce Get it on sur Electric Warrior en 1971), Lou Reed (sur son premier album solo Lou Reed en compagnie de Steve Howe, en 1972), et en 1973 Black Sabbath (Sabbath Bloody Sabbath) et Dana Gillespie (Weren't Born a Man).
En 1971, le producteur et chef d'orchestre John Schroeder produit un album que Polydor publie contre la volonté de Wakeman, lequel s'intitule Piano Vibrations. Il s'agit d'une compilation de mélodies pop-rock jouées par Wakeman au piano accompagné par l'orchestre de John Schroeder et pour laquelle il n'a reçu aucune redevance sur les ventes ; il a été payé seulement 36 £ pour les quatre sessions nécessaires pour ce travail. L'album est constitué de chansons déjà connues d'autres compositeurs, soit Take me to the pilot et Your song d'Elton John/Bernie Taupin, Fire and Rain de James Taylor, Delta Lady et Home sweet Oklahoma de Leon Russell, Classical Gas de Mason Williams et Cast your Fate to the Wind de Vince Guaraldi, Gloria, Gloria et A picture of you de Schroeder & King et finalement Yellow Man de Randy Newman.

### Succès avec Yes et en solo
Rick Wakeman intègre donc le groupe Yes en remplacement de Tony Kaye. Il apparaît sur les albums studio Fragile (1971), Close to the Edge (1972) et Tales from Topographic Oceans (1973), ainsi que sur le triple live Yessongs. Il décide de quitter Yes en 1974 pour se consacrer entièrement à sa carrière solo, qui est couronnée de succès : les albums The Six Wives of Henry VIII (1973), Journey to the Center of the Earth (1974) et The Myths and Legends of King Arthur and the Knights of the Round Table (1975) rencontrent un grand succès auprès du public. Ce dernier album a d'ailleurs été écrit sur son lit de l'hôpital Wexham Park après qu'il a subi un malaise cardiaque. Son médecin lui aurait conseillé d'arrêter la musique et les tournées et de se reposer, mais il a décidé d'ignorer cet avis et a commencé à élaborer son prochain projet d'album, ainsi la première pièce qu'il a écrite était The Last Battle (« La dernière bataille »).
Rick décide d'ailleurs de mettre en scène les mythes et les légendes du Roi Arthur sur la glace à la Wembley Arena. Cette idée lui vaudra d'hypothéquer sa maison, tant le coût du spectacle est élevé. Les trois jours de spectacle permettront néanmoins à Rick d'entrer en position 79 sur le classement de la chaîne de télévision américaine VH1 100 Greatest Shocking Moments in Rock and Roll.
Par ailleurs ce risque financier s'avèrera finalement payant puisque l'album The Myths and Legends of King Arthur and the Knights of the Round Table se vendra finalement à 14 millions d'exemplaires. Rick expliquera en 2007 que ce spectacle sera finalement la plus belle opération financière de sa carrière. Il produit en 1976 un album méconnu mais qui porte pourtant la marque Wakeman, No earthly Connection, avec Ashley Holt au chant, un rescapé de son groupe English Rock Ensemble.
Par ailleurs, toujours en 1975, Rick joue le rôle de Thor dans le film de Ken Russell, Lisztomania avec Roger Daltrey dans le rôle de Franz Liszt, Ringo Starr dans celui du Pape Pie X et Fiona Lewis dans celui de Marie d'Agoult. Sur l'album qui paraît en 1975, composé principalement de musique de Franz Liszt et Richard Wagner, Rick écrit deux pièces originales, la musique pour la première Hibernation et les paroles pour la seconde Excelsior Song qui est chantée par le comédien Paul Nicholas.
Wakeman rejoint une deuxième fois Yes de 1977 à 1979 pour les albums Going for the One et Tormato, ainsi que le live Yesshows.

### Depuis les années 1980
Cette période de rock progressif se termine avec Rhapsodies. Rick Wakeman produira encore un album à gros moyens pour Charisma, 1984 , avec des textes de Tim Rice et la participation de Jon Anderson, Steve Harley et Chaka Khan ; mais ce sera un échec commercial. La suite de sa carrière est marquée par un grand nombre d'autres albums solo, parmi lesquels plusieurs albums new age, et les New Gospels et African Bach qui lui ouvrent l'accès au public sud-américain. En 1984, Rick joue à nouveau dans un film de Ken Russell, Les Jours et les nuits de China Blue, dans lequel il est un photographe. Il en écrit aussi la musique qui sort sous le titre Crimes of passion. Il remettra ça en 2002 pour le film policier Alone de Paul Claydon, dans lequel il est un employé de bureau travaillant de nuit.
En 1989, il forme avec trois ex-Yes le groupe nommé Anderson Bruford Wakeman Howe, en concurrence avec le groupe Yes, existant toujours avec d'autres musiciens. Ils produisent un album, publié en 1989. Les deux entités fusionnent en 1990 pour enregistrer l'album Union, à la fois un pur produit commercial et une ruse de Squire pour dissoudre la formation Anderson Bruford Wakeman Howe. D'ailleurs, pour cet album, concernant les pièces jouées par la formation ABWH, des musiciens de sessions ont été engagés pour jouer en soutien, à tel point qu'on ne reconnaît plus les pièces jouées par Steve Howe et Rick Wakeman. Sur cet album pas moins de huit claviéristes ont été engagés pour jouer, alors que Rick Wakeman et Tony Kaye étaient déjà présents... On y retrouve donc entre autres Steve Porcaro de Toto et Jonathan Elias, bref des musiciens n'ayant aucun rapport avec Yes. Ce qui a fait dire à Wakeman sur le DVD Yesyears : « Un peu plus et on aurait eu droit au chien de la secrétaire aux percussions et le chat du chauffeur aux claviers ».

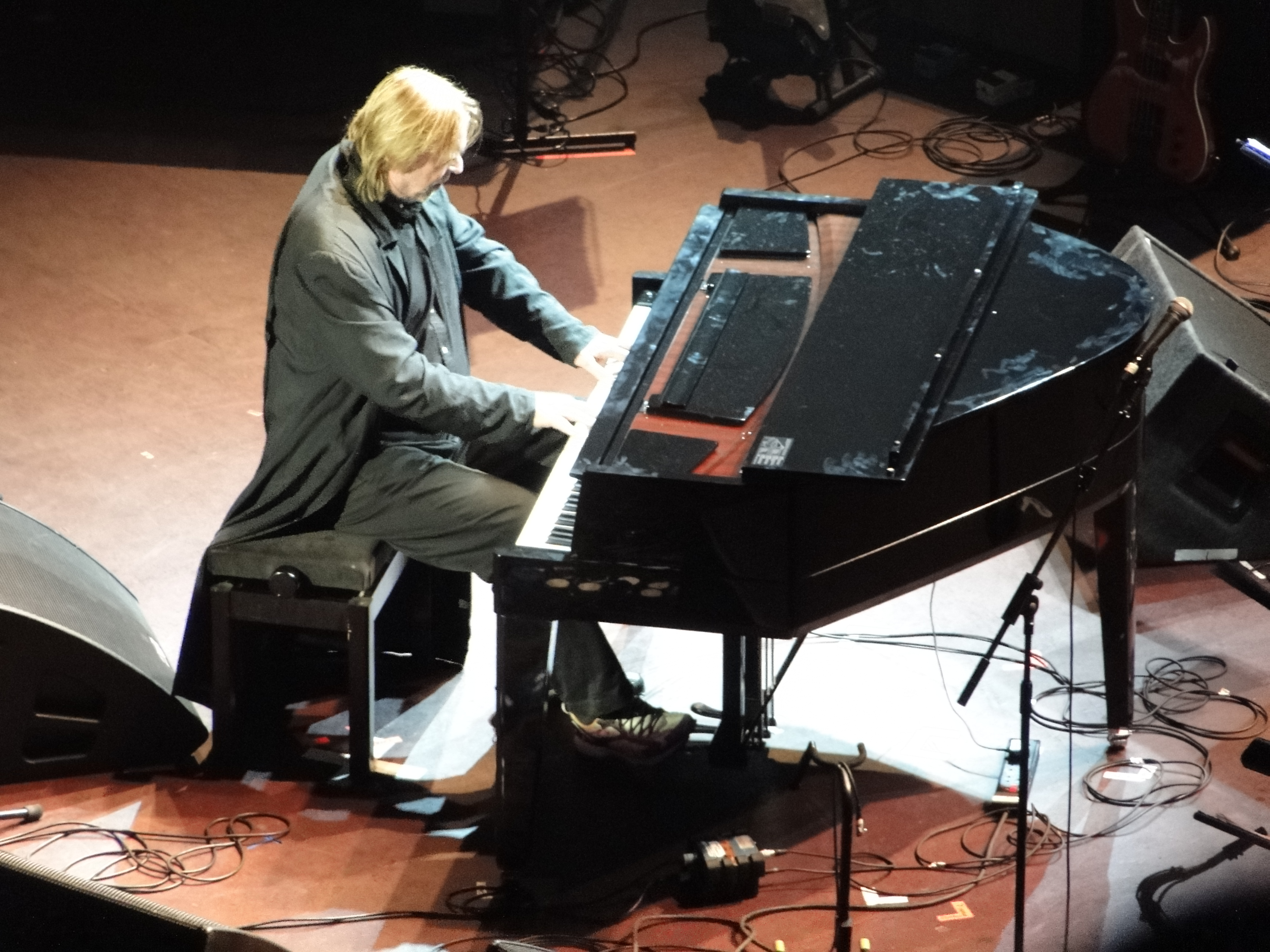
Rick Wakeman sur scène en 2009.

En 1990, Rick réenregistre la musique originale du film de 1925 Le Fantôme de l'Opéra de Rupert Julian, pour une sortie en salle. Musique qui avait été écrite par Gustav Hinrichs et Sam Perry à l'origine, le tout paraîtra en CD sous le titre Phantom Power.
En 1992, À l'issue de la tournée Union avec les huit musiciens, Wakeman quitte de nouveau Yes. Toutefois, il rejoint de nouveau le groupe en 1995 pour les deux albums Keys to Ascension, puis le quitte en 1997, le retrouve en 2002 pour en prendre définitivement congé en 2008, pour raisons de santé cette fois-ci. Son fils Oliver l'y remplace jusqu'en 2011. Il a entre-temps rejoint Jon Anderson, d'abord sur l'album The Living Tree sorti en 2010, puis en concert avec The Living Tree Live In Concert Part One parut en 2011.
En 2016, Rick réenregistre l'album The Myths and Legends of King Arthur and the Knights of the Round Table, avec une toute nouvelle formation de musiciens réunis sous le nom English Rock Ensemble, le seul qui reste de la version originale est le chanteur Ashley Holt. Le disque sort la même année sous forme d'album double CD.

### Yes featuring Anderson, Rabin, Wakeman

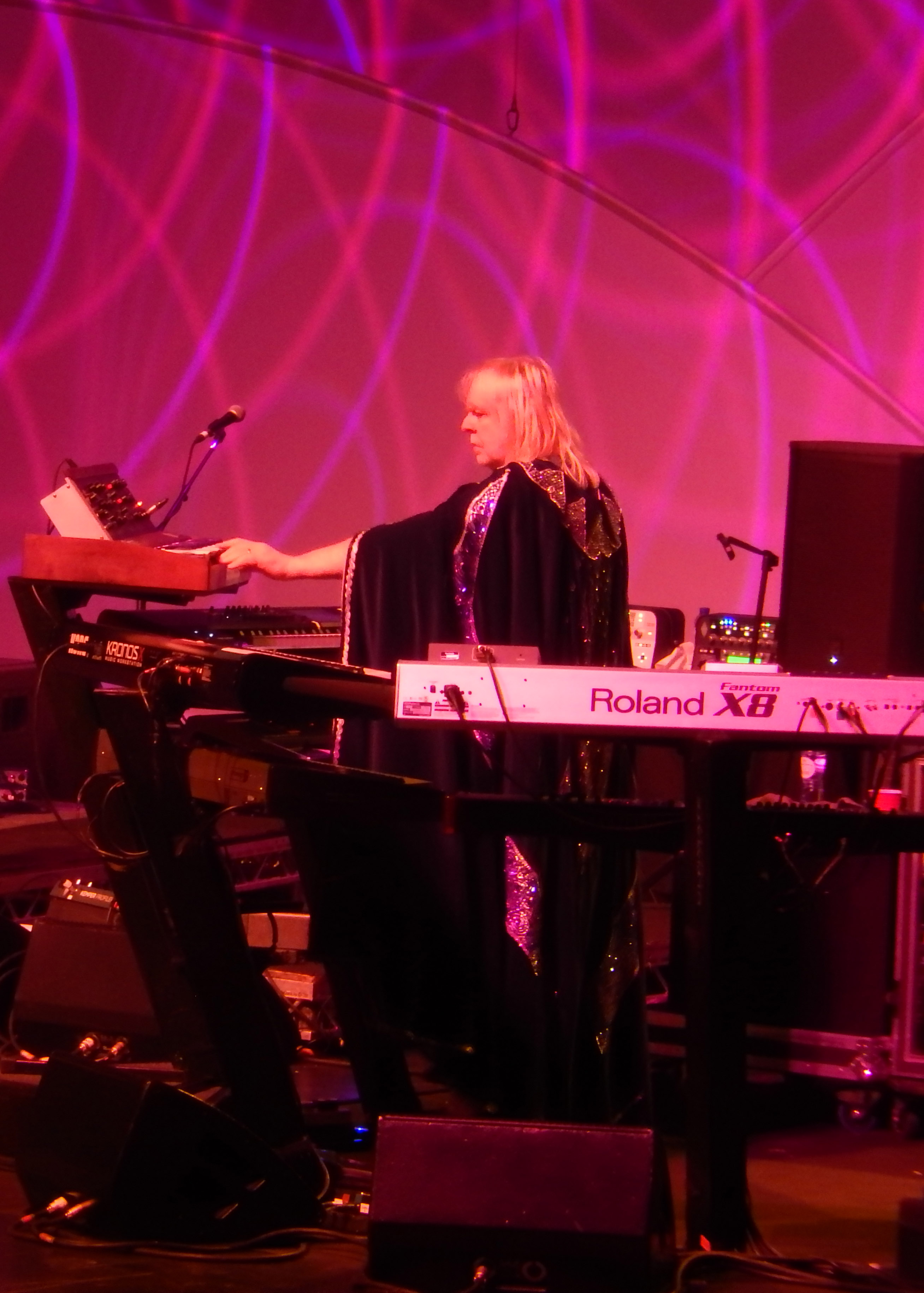
Rick Wakeman (ARW) au Cirque Royal de Bruxelles en mars 2017.

Le 9 janvier 2016, les trois ex-Yes Jon Anderson, Trevor Rabin et Rick Wakeman se réunissaient officiellement sous le nom ARW pour Anderson, Rabin, Wakeman, avec le bassiste britannique Lee Pomeroy et le batteur américain Lou Molino III qui avaient déjà joué respectivement avec Wakeman et Rabin. Une tournée intitulée An Evening of Yes Music and More est organisée d'octobre à décembre 2016 aux États-Unis. Le 9 avril 2017, le groupe émet un communiqué pour annoncer qu'il change de nom pour adopter celui de Yes featuring Jon Anderson, Trevor Rabin, Rick Wakeman et sera utilisé sur divers matériaux promotionnels de la tournée européenne.
En avril 2018, le groupe annonce la tournée Quintessential Yes: The 50th Anniversary Tour, une longue tournée mondiale de cent dates pour célébrer le 50e anniversaire d'existence du groupe Yes. Celle-ci débutera le 3 juin 2018 à Varsovie en Pologne, avec des concerts en Scandinavie, en Allemagne et trois spectacles au Royaume-Uni (à Newcastle, York et Londres à l'O2 Arena lors du Festival Stone Free). Une première étape américaine débute le 26 août avec un spectacle à Los Angeles au Whiskey À Go Go et un autre toujours à Los Angeles le 29 août au Greek Theater. Cette tournée se rend par la suite en Amérique du Sud et se termine au Japon et en Extrême-Orient en 2019. Un album live, Yes featuring Anderson, Rabin, Wakeman Live at the Apollo sorti en août 2018 et présente leur concert de mars 2017 à Manchester en Angleterre.

### Santé
Rick a été confronté à de graves problèmes de santé. Avant ses 25 ans, il a eu trois crises cardiaques. Les deux premières étaient mineures, la troisième a eu lieu peu de temps après une représentation de Journey to the Center of the Earth au Crystal Palace Park en juillet 1974. Il a cessé de fumer en 1979. En août 1985, sa consommation excessive d'alcool ayant entraîné une cirrhose du foie et une hépatite alcoolique, il ne consomme plus aucune boisson alcoolisée depuis. En 1999, Wakeman a été victime d'une double pneumonie et d'une pleurésie et a été placé dans un coma artificiel. En 2016, il a annoncé qu'il était diabétique.

## Style musical
Le style de Rick Wakeman se caractérise par un goût prononcé pour les mesures complexes : l'universitaire Christophe Pirenne relève que dans l'ensemble du répertoire du rock progressif, « la palme de la sophistication revient sans doute à Rick Wakeman qui écrit une partie de l'introduction d'Awaken en 27/32 ».

## Discographie

### Dib Cochran & The Earwigs
- 1970 : Oh Baby/Universal Love  - Single avec Marc Bolan, Tony Visconti, John Cambridge, disponible sur le label Bell Records. Aussi disponibles sur la compilation Before the Birth of Yes - Pre-Yes Tracks 1963-1970. (2006)

### Strawbs

#### Album studio
- 1971 : From the Witchwood

#### Albums en concert
- 1970 : Just a Collection of Antiques and Curios
- 2006 : Recollection - Enregistré en 1970 en première partie de Roy Harper.
- 2010 : Live at the BBC, Vol Two: In Concert - Enregistré en concert de 1971 à 1974.

#### Compilations
- 1973 : Japanese Sampler
- 1973 : Japanese Sampler Vol II - Rick au piano sur Temperament of Mind
- 1974 : Early Strawbs - Rick joue sur The Vision Of The Lady Of The Lake.
- 1974 : Strawbs by Choice - Sur 3 chansons.
- 1977 : Classic Strawbs
- 1992 : A Choice Selection of Strawbs - Sur 3 chansons.
- 1997 : Halcyon Days
- 2002 : The Collection
- 2002 : Tears and Pavan
- 2006 : The Witchwood Project - Rick sur Song of a Sad Little Girl de Wakeman & Cousins Live.
- 2007 : Best Strawbs - Sur Forever Ocean Blue de Hummingbird par Wakeman & Cousins.
- 2014 : Witchwood: The Very Best of Strawbs - Rick sur Witchwood.

#### Coffret
- 2006 : A taste of Strawbs - Coffret de 5 CD

### Yes

#### Albums studio
- 1971 : Fragile
- 1972 : Close to the Edge
- 1973 : Tales from Topographic Oceans
- 1977 : Going for the One
- 1978 : Tormato
- 1991 : Union
- 1996 : Keys to Ascension
- 1997 : Keys to Ascension 2

#### Albums en concert
- 1973 : Yessongs
- 1980 : Yesshows
- 1996 : Keys to Ascension
- 1997 : Keys to Ascension 2
- 2005 : The Word Is Live
- 2007 : Live at Montreux 2003
- 2011 : Union Live (Enregistré en 1991)
- 2015 : Progeny: Seven Shows from Seventy-Two
- 2015 : Progeny: Highlights from Seventy-Two
- 2021 : Union 30 Live - (Coffret 26CD+4DVD période 1991-1992)

### Anderson Bruford Wakeman Howe

#### Album studio
- 1989 : Anderson Bruford Wakeman Howe (en)

#### Albums en concert
- 1993 : An Evening of Yes Music Plus (en)
- 2010 : Live at the NEC (Enregistré en 1989)

### Yes featuring Jon Anderson, Trevor Rabin, Rick Wakeman
- 2018 : Live at the Apollo (En concert)

### Collaborations

#### Dave Cousins
- 2002 : Hummingbird
- 2005 : Wakeman & Cousins Live 1988 (En concert)

#### Jon Anderson
- 2010 : The Living Tree (en)
- 2011 : The Living Tree in Concert Part One (en) (En concert)

### Albums solo
- 1971 : Piano Vibrations
- 1973 : The Six Wives of Henry VIII
- 1974 : Journey to the Centre of the Earth
- 1975 : The Myths and Legends of King Arthur and the Knights of the Round Table
- 1976 : No Earthly Connection (en)
- 1977 : Rick Wakeman's Criminal Record (en)
- 1979 : Rhapsodies (en)
- 1981 : 1984 (en)
- 1982 : Rock 'n' Roll Prophet (en)
- 1983 : Cost of Living (en)
- 1985 : Silent Nights (en)
- 1985 : Live at Hammersmith (en) (en concert)
- 1986 : Country Airs (en)
- 1987 : Family Album
- 1987 : The Gospels
- 1988 : Time Machine
- 1988 : A Suite Of Gods
- 1988 : Zodiaque
- 1988 : The Word And The Gospels
- 1989 : Black Nights in the Court of Ferdinand IV
- 1989 : Sea Airs
- 1990 : Night Airs
- 1990 : In the Beginning
- 1991 : Aspirant Sunset
- 1991 : Aspirant Sunrise
- 1991 : Aspirant Shadows
- 1991 : Suntrilogy
- 1991 : The Classical Connection
- 1991 : 2000 A.D. Into the Future
- 1991 : African Bach
- 1991 : Softsword: King John and the Magna Charter
- 1993 : The Classical Connection II
- 1993 : Wakeman with Wakeman
- 1993 : Heritage Suite
- 1993 : No Expense Spared
- 1993 : Prayers
- 1993 : Unleashing the Tethered One: The 1974 North American Tour (en concert)
- 1994 : Wakeman with Wakeman: The Official Bootleg (en concert)
- 1994 : Live on the Test (en concert, enregistré en 1976)
- 1994 : Wakeman with Wakeman Live (en concert)
- 1995 : Almost Live in Europe (en concert)
- 1995 : The Piano Album
- 1995 : Romance of the Victorian Age
- 1995 : The Seven Wonders of the World
- 1995 : King Biscuit Flower Hour – In Concert
- 1995 : Visions
- 1995 : Cirque Surreal
- 1996 : Fields of Green
- 1996 : The New Gospels
- 1996 : Tapestries
- 1996 : Can You Hear Me?
- 1996 : Vignettes
- 1996 : Orisons
- 1996 : The Word and Music
- 1997 : Tribute
- 1997 : Simply Acoustic: The Music
- 1997 : Fields Of Green '97
- 1998 : Themes
- 1998 : 2000 A.D. Into the Future
- 1998 : Soft Sword (King John & The Magna Charte)
- 1999 : Return to the Centre of the Earth
- 1999 : White Rock II
- 1999 : The Natural World Trilogy
- 1999 : The Art in Music Trilogy
- 1999 : Official Live Bootleg
- 1999 : Stella Bianca alla corte de Re Ferdinando
- 2000 : Preludes to a Century
- 2000 : Chronicles of Man
- 2000 : Christmas Variations
- 2000 : Rick Wakeman The Legend Live in Concert 2000 (en concert)
- 2000 : Morning Has Broken
- 2001 : Selections from Journey to the Center of the Earth: Instrumental Versions
- 2001 : Tales of Future and Past
- 2001 : Out of the Blue
- 2001 : Classical Variations
- 2001 : Two Sides of Yes
- 2001 : Piano Tour Live
- 2002 : Treasure Chest Volume 1 - The Real Lisztomania
- 2002 : Treasure Chest Volume 2 - The Oscar Concert
- 2002 : Treasure Chest Volume 3 - The Missing Half
- 2002 : Treasure Chest Volume 4 - Almost Classical
- 2002 : Treasure Chest Volume 5 - The Mixture
- 2002 : Treasure Chest Volume 6 - Medium Rare
- 2002 : Treasure Chest Volume 7 - Journey to the Centre of the Earth
- 2002 : Treasure Chest Volume 8 - Stories
- 2002 : Two Sides of Yes – Volume 2
- 2002 : The Yes Piano Variations
- 2002 : The Wizard and the Forest of All Dreams
- 2002 : Songs of Middle Earth (Inspired by Lord of the Rings)
- 2003 : Live at Hammersmith
- 2003 : Out There
- 2003 : Live - Avec Ashley Holt au chant
- 2004 : Revisited
- 2005 : Rick Wakeman at Lincoln Cathedral (en concert)
- 2005 : Ultimate Rick Wakeman Experience
- 2006 : Retro
- 2007 : Live at the BBC
- 2007 : Retro 2
- 2007 : Rick Wakeman - Amazing Grace
- 2008 : Prophet in the East (en concert)
- 2009 : The Six Wives of Henry VIII - Live at Hampton Court Palace (en concert)
- 2009 : From Brush and Stone
- 2010 : Always with You
- 2010 : Past, Present and Future
- 2012 : In the Nick of Time (en concert, enregistré en 2003)
- 2012 : Journey to the Center of the Earth (Réenregistrement en studio, édition limitée)
- 2012 : Live with Symphony Orchestra
- 2014 : Live at the Maltings 1976
- 2014 : Night Music
- 2016 : Starship Trooper
- 2016 : The Myths & Legends of King Arthur & The Knights of the Round Table 2016 (nouvelle version)
- 2017 : Piano Portraits
- 2018 : Piano Odyssey
- 2020 : The Red Planet
- 2022 : A Gallery Of The Imagination
- 2024 : Yessonata (piano seul)

### Participations
- 1969 : Space Oddity de David Bowie - Mellotron sur la chanson-titre + clavecin électrique
- 1970 : Dragonfly des Strawbs - Piano sur The Vision Of The Lady Of The Lake
- 1970 : Seasons de Magna Carta - Orgue, piano
- 1971 : Hunky Dory de David Bowie - Piano
- 1971 : Teaser and the Firecat de Cat Stevens - Piano sur Morning Has Broken
- 1971 : Madman Across the Water de Elton John - Orgue sur Razor Face et Rotten Peaches
- 1972 : Two Weeks Last Summer de Dave Cousins - Orgue et piano
- 1972 : Lou Reed de Lou Reed - Piano, Steve Howe joue aussi sur cet album
- 1972 : Songfall de Phillip Goodhand-Tait -
- 1972 : The Rise and Fall of Ziggy Stardust and the Spiders from Mars de David Bowie - Clavecin sur It Ain't Easy
- 1972 : Orange de Al Stewart - Piano, orgue
- 1973 : Nickelodeon de Hudson/Ford - Clavecin, piano - Avec Gerry Conway, Chris Parren, etc.
- 1973 : Sabbath Bloody Sabbath de Black Sabbath - Piano et Moog sur Sabbra Cadabra
- 1973 : Weren't Born a Man de Dana Gillespie - Piano
- 1974 : Present and Future  de Al Stewart - Piano, claviers
- 1975 : Nomadness des Strawbs. - Clavecin sur Tokyo Rosie
- 1986 : Absolute Beginners de David Bowie - Piano
- 1987 : Wings on My Feet de Denny Laine - Claviers
- 1995 : Ozzmosis de Ozzy Osbourne - Claviers sur Perry Mason et I Just Want You
- 2005 : High Seas de Dave Cousins et Conny Conrad - Piano sur Deep In The Darkest Night
- 2005 : Back Against the Wall - Artistes variés - Claviers sur Nobody Home
- 2008 : Led Box: The Ultimate Tribute to Led Zeppelin - Artistes variés - Claviers sur Fool In The Rain
- 2012 : The Prog Collective - Artistes variés - Claviers sur Check Point Karma
- 2012 : Songs of the Century: An All-Star Tribute to Supertramp - Artistes Variés - Piano, synthé sur Crime Of The Century avec Tony Levin
- 2012 : A Spoonful of Time de Nektar - Claviers sur I'm Not In Love de 10CC avec Billy Sherwood
- 2012 : The Fusion Syndicate de The Fusion Syndicate - Claviers sur Random Acts Of Science
- 2013 : In Extremis de Days Between Stations - Solo de synthé sur Eggshell Man
- 2013 : The Theory of Everything de Ayreon - Synthé et piano, Keith Emerson joue aussi sur cet album
- 2013 : The Many Faces of Pink Floyd - Artistes variés - Claviers sur The Great Gig In The Sky avec Steve Howe
- 2014 : Prognostic des Strawbs - Piano sur Deep In The Darkest Night, piano et orgue sur Blue Angel
- 2014 : Light My Fire: A Classic Rock Salute to The Doors - Artistes variés - Claviers sur Light My Fire avec Steve Howe et Ian Gillan
- 2015 : Citizen de Billy Sherwood - Piano, claviers sur The Great Depression
- 2016 : The Future Left Behind de Leon Alvarado - Claviers, synthés sur Launch Overture

### Bandes originales
- 1975 : Lisztomania (bande originale du film de Ken Russell)
- 1977 : White Rock (bande originale du documentaire White Rock de Tony Maylam sur les Jeux olympiques d'hiver de 1976)
- 1981 : The Burning (bande originale du film Carnage)
- 1983 : G'olé! (bande originale du documentaire G'olé!)
- 1984 : Crimes of Passion (bande originale du film Les Jours et les nuits de China Blue de Ken Russell)
- 1984 : Conqueror (She) d'Avi Nesher
- 1987 : Creepshow 2 (bande originale du film, avec Les Reed)
- 1990 : Phantom Power (bande originale de la réédition de film de 1925 Le Fantôme de l'Opéra)

### Vidéos
- 1988 : The Word & The Gospels
- 1991 : The Classical Connection Video
- 1994 : The Very Best of the Rick Wakeman Chronicles
- 1996 : Simply Acoustic
- 1996 : The New Gospels
- 1997 : The Piano Tour Live
- 1998 : Rick Wakeman Live
- 2000 : An evening with Rick Wakeman
- 2000 : Rick Wakeman Live In Concert 2000
- 2001 : Journey to the Center of the Earth
- 2001 : Live in Buenos Aires
- 2004 : Out There - The Movie
- 2005 : Journey to the Centre of the Earth - 30th Anniversary Collectors Edition
- 2005 : Made in Cuba
- 2007 : Amazing Grace
- 2007 : The Other Side of Rick Wakeman
- 2007 : Video Vault Volume 1 - 1975 Live at the Empire Pool King Arthur on Ice
- 2007 : Video Vault Volume 2 - Live at the Maltings 1976
- 2007 : Video Vault Volume 3 - Live 1980 Swedish Television Special
- 2007 : Video Vault Volume 4 - 1984 Live at the Hammersmith Odeon 1981
- 2007 : Video Vault Volume 5 - Night Music
- 2007 : Video Vault Volume 6 - Rarities plus Interview
- 2009 : The Six Wives of Henry VIII: Live at Hampton Court Palace
- 2010 : Classical Wakeman Volume 1 - Live in Lugano

### Acteur

#### Cinéma
- 1975 : Lisztomania de Ken Russell
- 1984 : Les Jours et les nuits de China Blue de Ken Russell
- 2002 : Alone de Paul Claydon

#### Télévision
- 1988 : Hale and Pace